# Maria Giovanna Elmi
Maria Giovanna Elmi (n. 25 august 1940, Roma, Regatul Italiei) este o cântăreață, actriță și moderatoare de televiziune italiană.